# 발파기

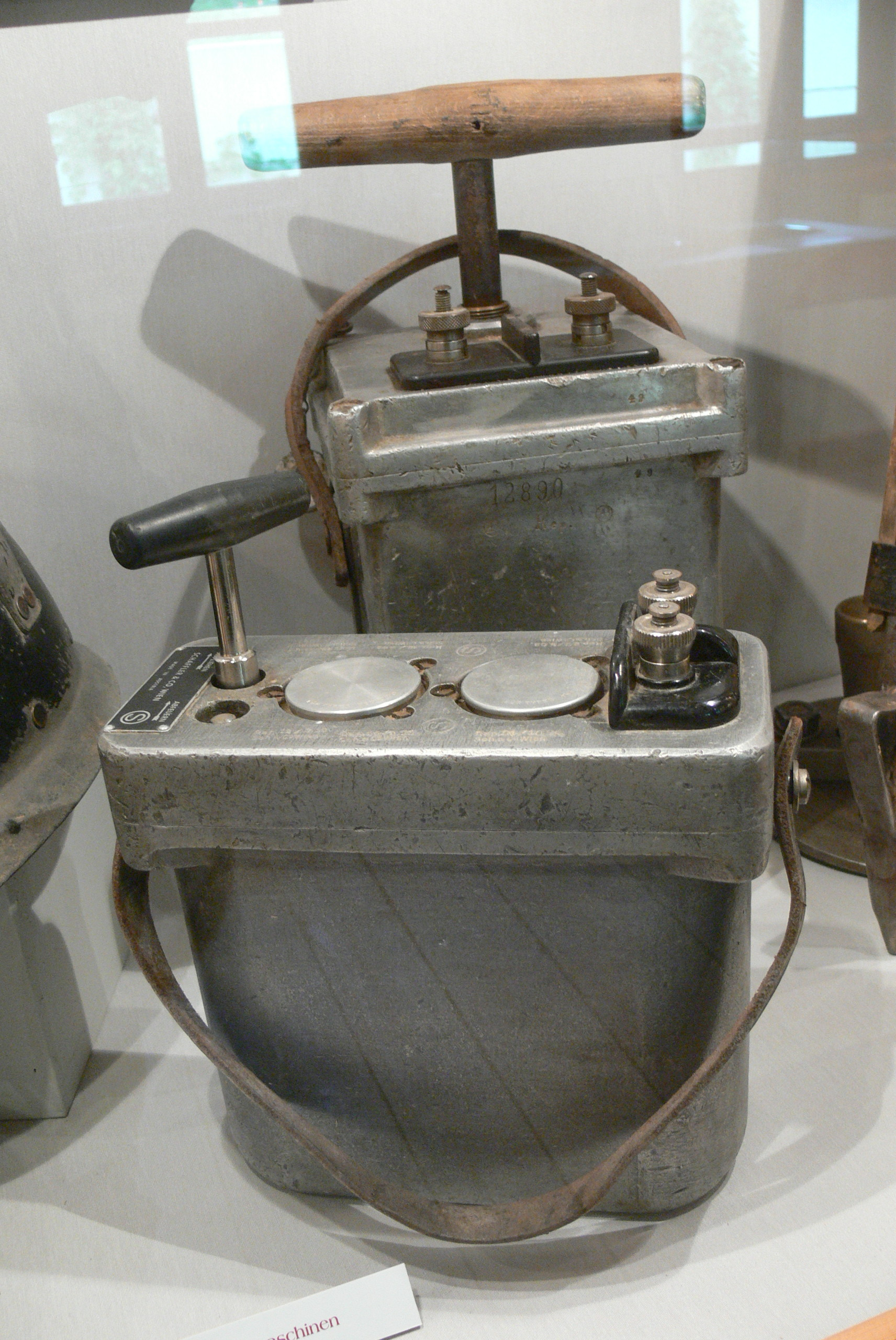
발파기 두 대. 뒤쪽은 손잡이를 누르거나 올려서 작동하는 방식이고, 앞쪽은 손잡이를 비틀어서 작동하는 방식이다.

발파기(영어: Blasting machine) 또는 폭파기(shot exploder, 일반적으로 플런저(plunger)라고 불림)는 주 폭발물 장약을 점화하기 위해 뇌관을 안정적으로 발사하는 휴대용 전류원이다. 주로 광업 및 파괴에 사용된다.
"기계"라는 용어는 회전 손잡이를 감거나 T자형 손잡이를 아래로 밀어 작동하는 발전기를 사용한 초기 설계에서 유래되었다. 현대의 발파기는 배터리로 작동하며 키 스위치와 푸시 버튼으로 작동하며, 구형 설계와는 다르다.

## 역사
최초로 만족스러운 자기 유도 발파기는 1878년 뉴저지주 마운틴뷰의 헨리 줄리어스 스미스(Henry Julius Smith)가 제작했다. 메커니즘은 T자형 손잡이를 아래로 밀면 작동하는 방식이었는데, 손잡이의 아랫부분은 랙으로 되어 있었고, 이 랙이 피니언을 구동하며, 피니언은 다시 고전압 자석 발전기를 구동하여 뇌관을 폭발시키는 데 필요한 고전압을 생성했다.

## 설계
일반적인 "축전기 방전" 발파기는 배터리에서 축전기를 충전한 다음, 발사선이라고 불리는 외부 회로를 통해 축전기를 방전하여 뇌관을 발사하는 방식으로 작동한다. 기계가 유휴 상태일 때 "내부 션트"는 출력 단자에 연결되어 있어서 인근 무선 송신기 등에 의해 외부 회로에 유도되는 모든 미세 전압이 뇌관을 폭발시키지 않고 무해하게 단락된다. 또한 이 기계는 뇌관을 발사하지 않고 내부 축전기를 방전시키는 "중단" 기능을 포함하는 것이 일반적이다.

## 대중문화에서
구형 "T자형 손잡이" 디자인은 더 이상 사용되지 않지만, 이 발파기 디자인은 루니 툰과 와일 E. 코요테 캐릭터와 가장 밀접하게 연관되어 있다. 코요테가 로드 러너를 잡거나 무력화하기 위해 폭발물을 사용하려다가 종종 폭발물이 오작동하거나, 기계가 제대로 작동하지 않거나, T자형 손잡이가 끼이는 등 재앙으로 끝나는 경우가 많기 때문이다.